# Ficus macbridei
Ficus macbridei är en mullbärsväxtart som beskrevs av Paul Carpenter Standley. Ficus macbridei ingår i släktet fikonsläktet, och familjen mullbärsväxter. Inga underarter finns listade i Catalogue of Life.